# اجرای فرماندهی (فیلم ۲۰۰۹)
اجرای فرماندهی (به انگلیسی: Command Performance) یک فیلم اکشن آمریکایی محصول سال ۲۰۰۹ به کارگردانی و نویسندگی دولف لاندگرن است. این فیلم در ۳ نوامبر ۲۰۰۹ در آمریکا به صورت فیلم ویدئویی منتشر شد.

## بازیگران
- دولف لاندگرن ... جو[۲]
- ملیسا مولینارو … ونوس
- هریستو شوپوف … رئیس‌جمهور الکسی پتروف
- دیو لجینو … اولگ کاظف
- کلمن فون فرانکن اشتاین ... سفیر جیم بردلی
- جیمز چالک ... ولادیمیر
- زاخاری باخاروف ... نماینده میخائیل کاپیستا
- ایویله گراسکوف ... لئونید گوردوف
- شلی وارود ... علی کانر
- کاترینا ولجینی ... سرمربی. پائولیکوا
- دولف لاندگرن ... آنا پتروا
- رابین دوبسون ... یانا پتروا
- رایچو واسیلوف ... آنتون
- اسلاویوف ... کاپیتان سیمنوف
- ولادیمیر کولف ... نیکولای
- هری آنیککین ... ژنرال وروشیلوف
- نیکولای ایلیایف ... مشاور
- آنا کولینوا ... متصدی بار
- رنه شینداروف ... جوان اولگ کاظوف
- نادیدا ایوانوا
- نیکولای استونوف
- یولین ورگوف ... فرمانده
- مارک کولیج جانسون